# Młodzi Socjaliści (Polska)
Młodzi Socjaliści – lewicowa organizacja polityczna działająca w Polsce w latach 2005-2015. Jej celem było promowanie wartości socjalistycznych, równości społecznej, sprawiedliwości ekonomicznej oraz demokracji uczestniczącej. Grupa stanowiła odpowiedź młodego pokolenia aktywistów na brak reprezentacji radykalnej lewicy w polskiej polityce.

## Historia
Organizacja została powołana do życia w 2005 przez grupę młodych działaczy wywodzących się z Federacji Młodych Unii Pracy – młodzieżówki Unii Pracy. Inicjatorami powstania byli m.in. Adrian Zandberg czy Barbara Nowacka. Wśród pierwszych aktywnych działaczy znalazł się także Grzegorz Ilnicki. Założyciele organizacji podkreślali potrzebę większej niezależności ideowej i organizacyjnej, wskazując, że tradycyjna formuła młodzieżówek partyjnych nie odpowiadała ich oczekiwaniom. Młodzi Socjaliści funkcjonowali jako niezależne stowarzyszenie, bez formalnego powiązania z partią polityczną.
W pierwszych latach działalności organizacja koncentrowała się na udziale w protestach i kampaniach społecznych. Młodzi Socjaliści angażowali się m.in. w demonstracje przeciwko wojnom na Bliskim Wschodzie, budowie tarczy antyrakietowej w Polsce, obecności religii w szkołach oraz polityce edukacyjnej ministra Romana Giertycha. Utrzymywali także kontakty międzynarodowe, głównie z organizacjami młodzieżowymi partii zrzeszonych w grupie GUE/NGL w Parlamencie Europejskim.
W latach 2008-2010 prowadzono działania zmierzające do przekształcenia Młodych Socjalistów w partię polityczną. Prowadzono rozmowy z Polską Partią Socjalistyczną oraz środowiskami związanymi z Ryszardem Bugajem. W 2009 organizacji udało się zarejestrować listę wyborczą w wyborach do Parlamentu Europejskiego, jednak dalsze próby instytucjonalizacji zakończyły się niepowodzeniem.
Równolegle Młodzi Socjaliści prowadzili intensywną działalność edukacyjną i formacyjną. Organizowali szkolenia, seminaria, obozy letnie i zimowe, których celem było przygotowanie młodych aktywistów do działalności społecznej i politycznej. W działalność stowarzyszenia zaangażowane były osoby w wieku od kilkunastu do trzydziestu kilku lat, o zróżnicowanym poziomie wiedzy i doświadczenia.
W organizacji funkcjonowały różne nurty i poglądy, co prowadziło do licznych sporów dotyczących kierunku działalności – część działaczy opowiadała się za budową partii politycznej, inni postulowali pozostanie przy formule stowarzyszenia formacyjnego. We wspomnieniach byłych członków organizacji pojawiają się także relacje o konfliktach personalnych oraz napięciach wewnętrznych, które wpływały na stabilność stowarzyszenia.
W 2015 wielu byłych członków i członkiń Młodych Socjalistów zaangażowało się w tworzenie nowej partii politycznej – Razem. Wśród współzałożycieli i liderów tej formacji znaleźli się m.in. Adrian Zandberg, Maciej Konieczny, Marcelina Zawisza, Justyna Samolińska oraz Mateusz Mirys. W tym samym roku działalność Młodych Socjalistów została oficjalnie zakończona.

## Ideologia i cele
Młodzi Socjaliści prezentowali ideologię zbliżoną do socjalizmu demokratycznego, przy czym ich postulaty sytuowały się często na lewo od nurtu socjaldemokratycznego. W programie organizacji znalazł się m.in. postulat wystąpienia Polski z NATO. 
Według deklaracji ideowej organizacja opowiadała się za:
- sprawiedliwością ekonomiczną,
- państwem opiekuńczym,
- prawami pracowniczymi i związkami zawodowymi,
- świeckością państwa,
- równością płci,
- walką z dyskryminacją na tle rasowym, etnicznym i seksualnym,
- demokracją uczestniczącą i większym udziałem obywateli w procesach decyzyjnych[5].

Młodzi Socjaliści odwoływali się do tradycji socjalizmu demokratycznego i antykapitalizmu, inspirując się m.in. zachodnioeuropejskimi ruchami lewicowymi.

## Działalność
Organizacja prowadziła działalność edukacyjną, publicystyczną i uliczną. Organizowała demonstracje, happeningi, debaty, warsztaty, wyjazdy oraz kampanie społeczne. Była także aktywna w środowiskach studenckich i pracowniczych.
Młodzi Socjaliści uczestniczyli w protestach przeciwko cięciom socjalnym, prywatyzacji usług publicznych oraz ingerencji Kościoła katolickiego w życie publiczne. Współpracowali z innymi organizacjami lewicowymi w kraju i za granicą, w tym z europejskimi młodzieżowymi ruchami socjalistycznymi.
Działalność Młodych Socjalistów była wspierana m.in. przez Fundację Róży Luksemburg – instytucję związaną z niemiecką partią Die Linke.
Młodzi Socjaliści posiadali status obserwatora w Partii Europejskiej Lewicy.